# Buzet (ruisseau)
Pour les articles homonymes, voir Buzet.
 (février 2017).
Le Buzet est un ruisseau de Belgique qui naît à Nivelles, traverse Buzet et Obaix et se jette dans le Piéton à Pont-à-Celles.

## Nivelles
Le ruisseau Buzet (appelé parfois Objout) naît à 160 mètres d'altiltude au Bois de Nivelle de la section F de la division no 3 de Nivelles. Il passe sous la ligne ferroviaire no 124 (Bruxelles - Charleroi) et s'introduit dans le hameau de Saint-Eloi de la section A de la division no 3 de Buzet,,.

## Buzet
Le ruisseau Buzet passe sous la rue Taillée Voie à Buzet, sous la rue de la Licherolle
et reçoit un ruisseau qui vient de la mare de la ferme de l'Agneau et qui passe sous l’ancienne ligne ferroviaire no 131 de Gilly - Nivelles. Le ruisseau Buzet traverse le hameau de la Commune, passe sous l’A54, traverse le Champ d'Aisemberg, passe sous la rue Hautebois et entre dans la section B de Buzet. Il passe sous la rue des Bouchers et s'introduit dans la section C de la division no 2 de Obaix.

## Obaix
Le ruisseau Buzet passe sous la rue de la Buscaille à Obaix, sous la ligne de chemin de fer no 124 Bruxelles-Charleroi, sous la rue du Calvaire, sous la rue des Mottes et s'introduit dans la section B de la division no 1 de Pont-à-Celles.

## Pont-à-Celles
Le Buzet reçoit sur sa rive gauche le ruisseau de la fontaine de Notre-Dame-de-Celles qui se situe au nord du chemin de la Ruelle des Mottes, à 100 mètres à l'ouest de la ligne ferroviaire no 124. Le Buzet passe sous la rue de Objout, sous la rue de la Case du Bois et se jette dans le Piéton à 50 mètres en aval du pont de Pont-à-Celles. Des saules têtards vivent le long du ruisseau du fond de vallée.